# Filippo De Filippi (1814-1867)
Filippo De Filippi (Milano, 20 aprile 1814 – Hong Kong, 9 febbraio 1867) è stato uno zoologo, medico e viaggiatore italiano.

## Biografia
Dopo la laurea in Medicina all'Università degli Studi di Pavia (1836) si dedicò alla ricerca scientifica rimanendo come assistente di zoologia nella stessa università. Nel 1840 si trasferì a Milano, presso il Museo civico di storia naturale. Nello stesso anno diventò Socio dell'Accademia delle Scienze di Torino e iniziò dopo pochi anni a pubblicare suoi articoli scientifici nelle Memorie accademiche. Nel 1848 ottenne la cattedra di Zoologia all'Università degli Studi di Torino, succedendo a Giuseppe Gené. 
Gli interessi scientifici di De Filippi erano molto vasti, come testimonia l'elenco delle sue opere; in particolare sono state molto importanti le sue ricerche di embriologia e anatomia comparata. De Filippi è stato, fra l'altro, un pioniere dell'itticoltura e uno dei primi seguaci del Darwinismo in Italia. È ancora famosa una conferenza divulgativa delle teorie di Darwin, intitolata L'uomo e le scimmie, che tenne a Torino la sera dell'11 gennaio 1864 di cui riportiamo l'inizio: "La infinitamente bella e grande varietà di forme di piante e di animali che popolano ora la superficie della terra, non è apparsa tutta insieme d’un sol getto, ma è stata preceduta da una successione di altre forme diverse, di altri mondi di viventi, che hanno lasciate, a documento della loro passata esistenza, spoglie più o meno complete negli strati della corteccia terrestre."
De Filippi ha compiuto lunghi viaggi scientifici. Nel 1862 si recò in Persia. Nel 1865 si imbarcò sulla pirocorvetta "Magenta" assieme a Enrico Giglioli per un lungo viaggio in Sud America e in Estremo Oriente da cui non fece ritorno: colpito da una grave patologia infettiva acuta, probabilmente colera, morì ad Hong Kong all'età di soli 52 anni.
De Filippi è sepolto nel Camposanto monumentale di Pisa.

## Opere

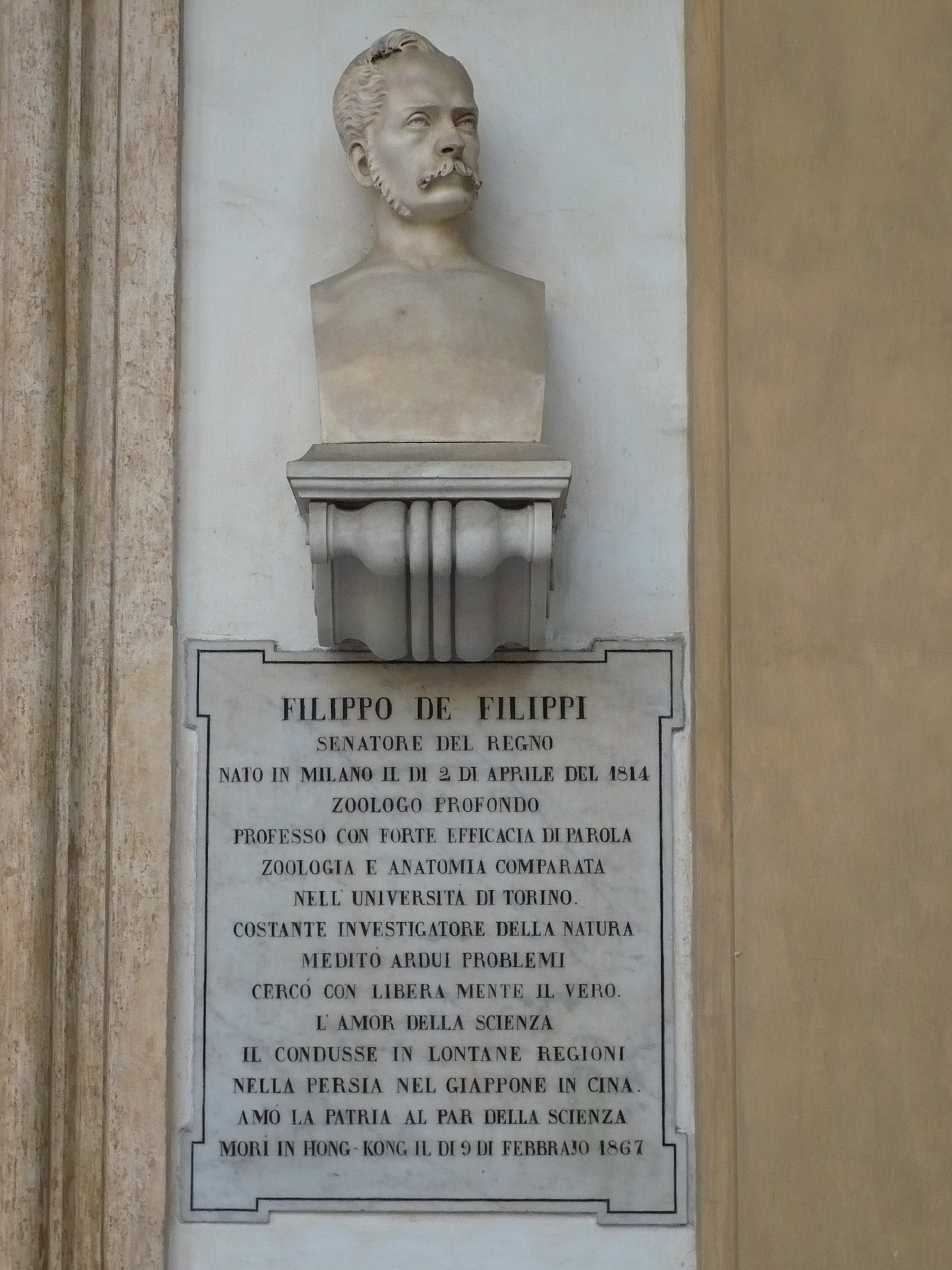
Busto di Filippo De Filippi, opera dello scultore Giacomo de Barbieri, 1868, Loggiato del Palazzo dell'Università degli Studi di Torino

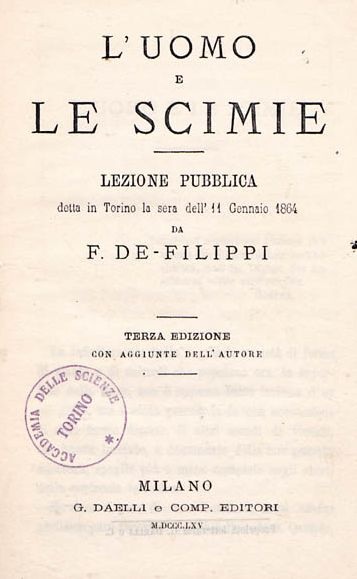
Uomo e le scimie, 1864

- Sul terreno terziario subapennino, ed in particolare sulla collina di S. Colombano : memoria geologica di Filippo De Filippi, Milano, Imperiale Regia Stamperia, 1834.
- Descrizione di nuovi entozoi trovati in alcuni molluschi d'acqua dolce, Milano, S.N., 1837.
- Memoria sugli anellidi della famiglia delle sanguisughe coll'indicazione di alcune specie indigene della Lombardia, Milano, tip. di G. B. Bianchi e C., 1837.
- Esperimenti in favore della generazione equivoca, S.l., s.n., 1838.
- Lettera del dott. F. De Filippi ... al signor dott. M. Rusconi sopra l'anatomia e lo sviluppo delle clepsine, Pavia, L. Landoni, 1839.
- Sulla costituzione geologica della pianura e delle colline della Lombardia, Milano, S.N., 1839.
- Catalogo ragionato e descrittivo della raccolta de' serpenti del Museo dell'I.R. Universita di Pavia, Milano, dalla tipografia Bernardoni, 1840.
- Memoria geologica sul Tirolo meridionale, Milano, I. R. Stamperia), 1840.
- Geografia Zoologica, Milano, S.N., 1840.
- Memoria sullo sviluppo del ghiozzo d'acqua dolce (Gobius fluviatilis), Milano, presso la Società degli editori degli Annali universali delle scienze e dell'industria, 1841.
- Intorno ad alcune specie di rettili ; Sul Nomenclator zoologicus contenens nomina systematica generum animalium, auctore L.Agassiz, Solodur, 1842, fasc. 1-2, Milano, S.N., 1843.
- Cenni sui pesci d'aqua dolce della Lombardia, Milano, Bernardoni, 1844.
- Sul Lepidosiren paradoxa, monographie von Dr. Joseph Hyrtl, Milano, S.N., 1845.
- Sunto di alcune osservazioni sull'embriogenia de' pesci, Milano, S.N., 1845.
- Metamorfosi degli animali inferiori, Milano, G. Chiusi, 1847.
- Nouvelles recherches sur l'embryogenie des poissons : lettres a m. le prof. Albert Koelliker, Paris, S.N., 1847.
- Alla memoria di Giuseppe Gené, Torino, S.N., 1848.
- Allgemeine Bemerkungen zur Entwicklungsgeschichte der Thiere, Turin, s. n., 1848.
- Nota sopra tre specie di serpenti, Bologna, s. n., 1848.
- Ueber die Entwicklung von Dichelaspis Darwinii, Turin, s. n., 1848.
- Sopra un nuovo genere (Haementeria) di Anellidi della famiglia delle sanguisughe : osservazioni, Torino, dalla Stamperia Reale, 1849.
- Alcune osservazioni anatomico fisiologiche sugli insetti in generale, ed in particolare sul bombice del gelso, Torino, S.N., 1850.
- Delle funzioni riproduttive negli animali, in complemento all'edizione italiana del corso elementare di zoologia del signor Milne Edwards, Milano, Vallardi, 1850.
- Importanza economica dei pesci e del loro allevamento artificiale, Torino, tip. di G. Favale e Comp., 1850.
- Cenno sulla Tiliguerta di Cetti : (Lacerta, Podacris; tiliguerta, Gmel), Bologna, s.n., 1852.
- Nota sopra una singolare mostruosità di una razza, Bologna, S.N., 1852.
- Regno animale, Milano, P. e G. Vallardi, 1852.
- Storia genetica di un insetto parassita delle uova del Rhynchites betuleti, Bologna, S.N., 1852.
- Sull'origine delle perle, Torino, Ferrero e Franco, 1852.
- Nouvelles especes de poissons, Paris, S. Racon et Comp., 1853.
- La creazione terrestre : lettere a mia figlia, Milano, Vallardi, 1854.
- Memoire pour servir a l'histoire genetique des trematodes, Turin, impr. Royale, 1854.
- Ricerche anatomico-fisiologiche sul baco da seta o larva del Bombyx Mori, Torino, s. n., 1854.
- Deuxieme memoire pour servir a l'histoire genetique des Trematodes, par le Docteur Ph. De Filippi, Turin, Imprimerie Royale, 1855.
- Il diluvio noetico, Torino, Seb. Franco e figli e Comp., 1855.
- Ueber die Schwimmblase des Oligopus ater Risso, aus einem Schreiben des Prof. Filippo de Filippi an A. Kolliker, S. l., s. n., 1855.
- Sopra alcuni pesci nuovi o poco noti del Mediterraneo, nota di F. De Filippi e G. B. Verany, Torino, Stamperia Reale, 1857.
- Troisieme memoire pour servir a l'histoire genetique des Trematodes, par le Dr. Ph. De Filippi, Turin, Imprimerie Royale, 1857.
- Le deluge de Noe, traduit de l'italien par Armand Pommier, Paris, Leiber & Faraguet, 1859.
- Zur naheren Kenntniss der Dotterkorperchen der Fische, Turin, s. n., 1859.
- Osservazioni zoologiche: seconda nota, Torino, s.n., 1861.
- Nuove o poco note specie di animali vertebrati raccolte in un viaggio in Persia nell'estate dell'anno 1862, Modena, tip. degli eredi Soliani, 1863.
- L'uomo e le scimie: lezione pubblica detta a Torino la sera dell'11 gennaio 1864 da F. de Filippi, Milano, G. Daeli, 1864.
  -  Uomo e le scimie, Milano, Daelli, 1864.
- Riassunto di alcune osservazioni sulla Persia occidentale letto dal socio professore F. De Filippi, Milano, Bernardoni, 1864.
- Note di un viaggio in Persia nel 1862, Milano, Daelli, 1865.
- Sopra due idrozoi del Mediterraneo, Torino, Stamperia Reale, 1865.
- Sulla struttura della cute dello Stellio caucasicus, Torino, Stamperia Reale, 1865.
- Osservazioni fatte nella traversata da Gibilterra a Rio Janeiro, Torino, Stamp. Reale, 1866.
- Lettera del professore Filippo De Filippi contenente le osservazioni da lui fatte durante una parte del suo viaggio da Singapore a Saigon (Cocincina), al Giappone ed alla Cina su diversi prodotti della natura, Torino, Stamperia Reale, 1867.
- Regno animale, Milano, E. Treves & C., 1868.
- La creazione terrestre : lettere a mia figlia, Milano, Paolo Carrara, 1869.
- Charles Darwin, L'origine dell'uomo e la scelta sessuale, con un saggio di Filippo De Filippi, dalla traduzione di Michele Lessona, a cura e con introduzione di Brunetto Chiarelli, Milano, Biblioteca universale Rizzoli, 1982.
- Uno dei primi scritti darwiniani in Italia : L'uomo e le scimmie di F. De Filippi, introduzione di Vittorio Martucci, Firenze, L. S. Olschki, 1983.